# Humpisschloss
Das Humpisschloss ist ein Schloss, das anstelle einer mittelalterlichen Burganlage im Meckenbeurer Ortsteil Brochenzell im heutigen Bodenseekreis in Baden-Württemberg errichtet wurde.

## Geschichte

### Burganlage ab 1277

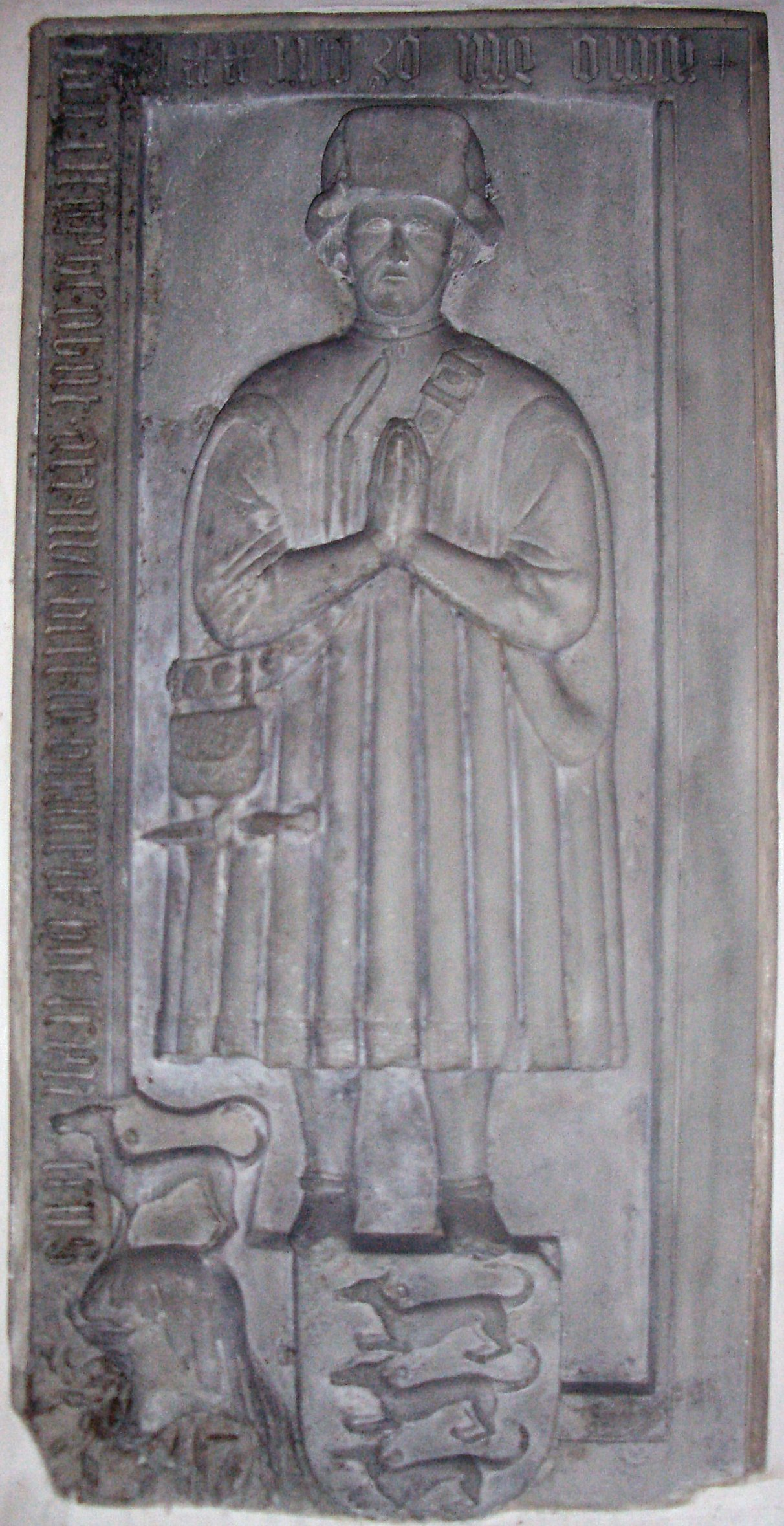
Grabstein von Henggi Humpis

1274 befand sich Brochenzell in den Händen der Grafen von Heiligenberg und eine Burg wurde erstmals im Jahr 1277 als „Brobhentel“ mit dem Verkauf an Graf Hugo von Werdenberg († 1280) erwähnt. 1401 kam mit dem Ort die schadhafte Burg an den Konstanzer Bürger Konrad Ruh, dann an Hans von Hewen († nach 1467; vermutlich ein Graf von Hohenberg) und später an die Grafen von Montfort.

### Schloss ab Mitte des 16. Jahrhunderts
1447 kauften die Herren von Humpis die Herrschaft Brochenzell von Graf Hugo X. von Montfort und erbauten dort in der Mitte des 16. Jahrhunderts an Stelle der früheren Burg ein kleines Schloss. 1624 wurde das Humpisschloss grundlegend erneuert, dabei wurden ein Ecktürmchen und ein Brunnen errichtet.
1721 erwarb das Kloster Weingarten die Herrschaft Brochenzell und 1748 wurde das Schloss als Amtshaus ausgebaut.
1810 errichtete Württemberg im Schloss die Schultheißerei Brochenzell.
Im Jahr 1823 wurde die Ortsverwaltung nach Ettenkirch verlegt und das Schloss verlor damit seine herrschaftliche Bedeutung.

### Heutige Nutzung
Heute befindet sich im Schlossgebäude eine Gaststätte und ein Museum über die Handelsgesellschaft Humpis.